# Neoemadiellus andringitraensis
Neoemadiellus andringitraensis är en skalbaggsart som beskrevs av Maté 2007. Neoemadiellus andringitraensis ingår i släktet Neoemadiellus och familjen Aphodiidae. Inga underarter finns listade i Catalogue of Life.